# Louise Day Hicks

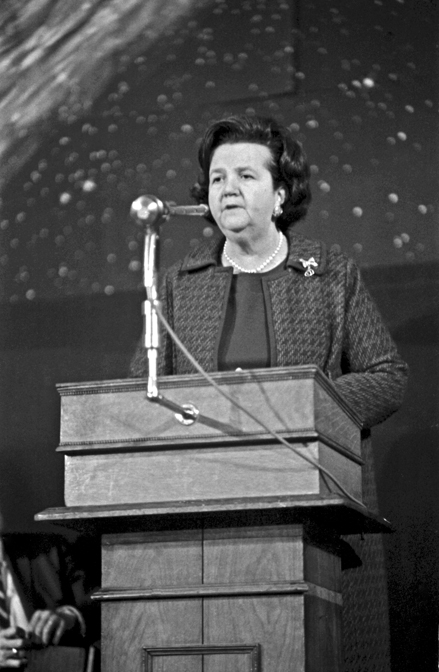
Louise Day Hicks (1969)

Anna Louise Day Hicks, geboren als Anne Louise Day (* 16. Oktober 1916 in South Boston, Massachusetts; † 21. Oktober 2003 ebenda) war eine US-amerikanische Politikerin. Zwischen 1971 und 1973 vertrat sie den Bundesstaat Massachusetts im US-Repräsentantenhaus.

## Werdegang
Anne Louise Day, so ihr Geburtsname, besuchte die öffentlichen Schulen ihrer Heimat. Im Jahr 1938 absolvierte sie das Wheelock Teachers College. Seit 1942 war sie mit dem Ingenieur John Hicks verheiratet, mit dem sie zwei Söhne hatte. Bis 1955 studierte sie an der Boston University School of Education. Nach einem anschließenden Jurastudium an der School of Law der Boston University und ihrer 1958 erfolgten Zulassung als Rechtsanwältin begann sie in diesem Beruf zu arbeiten. Im Jahr 1960 war sie Beraterin des Jugendgerichts von Boston. Von 1962 bis 1967 fungierte sie als Schatzmeisterin des Schulausschusses dieser Stadt, dessen Vorsitz sie in den Jahren 1963 bis 1965 innehatte. Politisch schloss sich Hicks der Demokratischen Partei an. 1967 kandidierte sie erfolglos für das Amt des Bürgermeisters von Boston. Hier war sie gegen den Kandidaten Kevin White – wie sie Demokrat – angetreten. Der Boston Globe hatte mit einer 75-jährigen Tradition gebrochen und eine Wahlempfehlung für White ausgesprochen. Zwei Jahre später wurde sie in den dortigen Stadtrat gewählt. Sie war auch zeitweise Präsidentin der Vereinigung der Rechtsanwältinnen in Massachusetts.
Bei den Kongresswahlen des Jahres 1970 wurde Hicks im neunten Wahlbezirk von Massachusetts in das US-Repräsentantenhaus in Washington, D.C. gewählt, wo sie am 3. Januar 1971 die Nachfolge von John W. McCormack antrat. Da sie im Jahr 1972 nicht bestätigt wurde, konnte sie bis zum 3. Januar 1973 nur eine Legislaturperiode im Kongress absolvieren. Diese war von den Ereignissen des Vietnamkrieges geprägt.
Louise Hicks wurde in den 1960er und 1970er Jahren für ihren Widerstand gegen die Rassengleichstellung an Schulen bekannt. Sie war Organisatorin der ehemaligen, 1974 gegründeten, Organisation Restore Our Alienated Rights (ROAR), die sich gegen den gerichtlich angeordneten Bustransport von schwarzen Schülern an weiße Schulen, um die De-facto-Rassentrennung zu überwinden, richtete.
Hicks, die sich selbst nicht als Rassistin sah und zum Beispiel George Wallace wegen dessen rassistischer Haltung ablehnte, argumentierte, dass die weißen Schüler die verfehlte Politik gegenüber den Schwarzen ausbaden müssten.
Auch nach dem Ende ihrer Zeit im Kongress verfocht sie die ablehnende Haltung gegen Rassengleichstellung an Schulen. Sie wurde nochmals Mitglied und 1976 Präsidentin des Stadtrats von Boston. Im Jahr 1977 wurde sie nicht wiedergewählt. Sie starb am 21. Oktober 2003 in South Boston.